# Hannes Kolehmainen

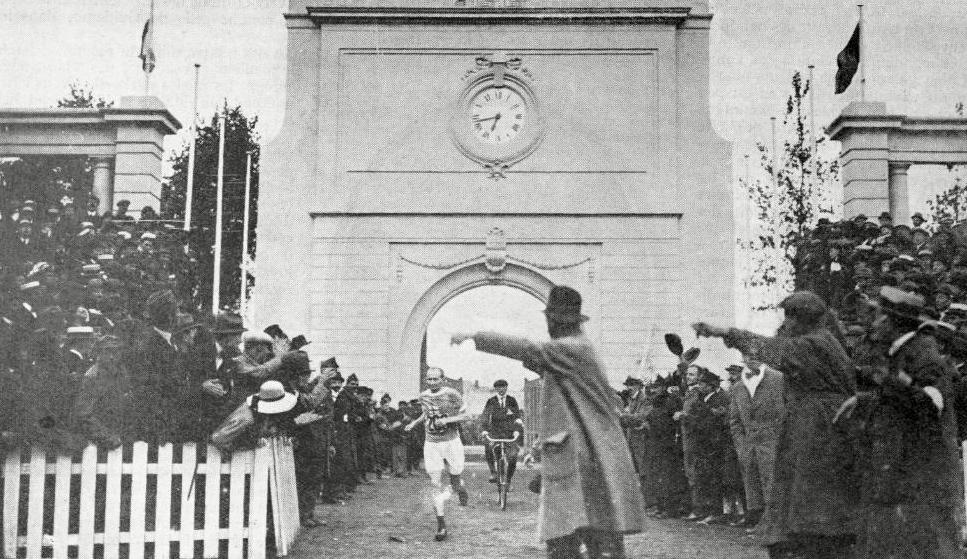
L'arrivée du marathon, aux JO d'Anvers en 1920.

Hannes Kolehmainen (né le 9 décembre 1889 à Kuopio, mort le 11 janvier 1966 à Helsinki) était un coureur de fond finlandais. Il est considéré comme le premier d'une génération de grands coureurs de fond finlandais, les « finlandais volants » et inaugure la tradition du fond finlandais.

## Biographie
Cadet d'une famille de cinq enfants, Johannes Petter (Hannes est le diminutif de Johannes) Kolehmainen est élevé par sa mère, lavandière, leur père étant décédé très tôt dans son enfance. Sa mère lui apporta l'amour du travail bien fait (elle travaillait 12 h par jour et les élevait seule). Hannes Kolehmainen est initié très tôt aux courses de fond par ses frères (Wiljami qui fut coureur professionnel aux États-Unis, Kalle et Tatu, marathonien). Ses frères lui inculquent des méthodes d'entraînement rigoureuses et sévères qui lui permettent de remporter vingt-deux courses dont un championnat d'Angleterre des 4 miles en 1911 à Londres. De plus, il rejoint le club Helsingin Kisaveitot, où il aime s'entraîner avec des amis. Pour préparer les Jeux olympiques d'été de 1912 à Stockholm, il s'offre une véritable préparation de professionnel grâce à l'aide financière de Wiljami et sous la direction de son frère aîné Tatu. Il ira même jusqu'à louer les services d'un psychologue. Les efforts consentis lui permirent d'être, avec Jim Thorpe, le héros de ces Jeux et, pour les Finlandais, le symbole de fierté nationale. Le 8 juillet 1912, sous une chaleur accablante, il remporte la médaille d'or du 10 000 m en 31 min 20 s 8/10. C'est la première médaille d'or aux Jeux olympiques de la Finlande, qui dépendait alors de la Russie tsariste, ce qui fait donc du sportif un élément de fierté identitaire. Le 10 juillet 1912, au terme d'un duel héroïque avec le français Jean Bouin, il remporte la médaille d'or du 5 000 m en 14 min 36 s 6/10 et devient, à 23 ans, le plus jeune recordman du monde de l'histoire du 5 000 m. Le 12 juillet, lors des séries du 3 000 m par équipe, il bat à nouveau un record du monde avec 8 min 36 s 9 [5] (la Finlande déclare forfait pour la finale pour des raisons de calendrier).Le 15 juillet, il remporte le titre olympique de cross-country et la médaille d'argent du classement par équipes avec Lauri Eskola et Albin Stenroos.
Après les Jeux, il décide en 1914, de tenter l'aventure américaine comme maçon. Mais Wiljami le convainc de poursuivre son entraînement, et l'inscrit au marathon de Boston en 1917. Il termine 4e. Avec la fin de la Première Guerre mondiale, l'indépendance de la Finlande le motive pour préparer activement les Jeux olympiques d'Anvers de 1920. Il obtient sa sélection en remportant sous la pluie le Marathon de New York en juin 1920. Lors des Jeux olympiques d'été de 1920, il remporte sans histoire et sous la pluie le marathon olympique en 2 h 32 min 35 s 8/10, devenant le premier grand pistard à participer et à s'imposer dans cette épreuve. Son frère Tatu termine à la dixième place. Après les Jeux, il met à profit son expérience en matière de préparation physique pour faire monter le pistard finlandais Albin Stenroos qui, lors des Jeux olympiques d'été de 1924 de Paris, sera médaille d'or sur le marathon. Les méthodes d'entraînement de Kolehmainen permirent à son compatriote de lui succéder au palmarès olympique en 1924 aux Jeux de Paris.
Lors des Jeux olympiques d'été de 1952 d'Helsinki il eut l'honneur d'allumer la vasque après un dernier relais de Paavo Nurmi.
Il meurt à Helsinki, où il tenait un magasin d'articles de sport, le 11 janvier 1966 d'une congestion cérébrale à l'âge de 76 ans. Il est enterré au cimetière de Kulosaari.
En 2013, il est intronisé au Panthéon de l'athlétisme de l'IAAF.

## Palmarès

### Jeux olympiques
- Jeux olympiques d'été de 1912 à Stockholm :
  -  Médaille d'or du 5 000 mètres
  -  Médaille d'or du 10 000 mètres
  -  Médaille d'or du cross-country individuel
  -  Médaille d'argent du cross-country par équipe

- Jeux olympiques d'été de 1920 à Anvers :
  -  Médaille d'or du marathon